# Pauwenbloem
De pauwenbloem (Caesalpinia pulcherrima) is een tot 3 m hoge struik of zelden een tot 6 m hoge boom met een losse kroon. De twijgen dragen spaarzaam doornen. De afwisselend geplaatste, tot 30 cm lange bladeren zijn dubbelgeveerd. Ze dragen drie tot negen paar deelblaadjes van de eerste orde, deze dragen weer zes tot twaalf paar, 1-3 cm lange deelblaadjes van de tweede orde. De bladeren zijn giftig, maar hebben ook koortsverlagende en laxerende eigenschappen.
De bloemen groeien in langgesteelde, opgerichte, tot 40 cm lange trossen. De bloemen zijn meestal felrood, maar soms met een gele rand of zelfs geheel geel van kleur. Het bovenste van de vijf kroonbladeren is overlangs opgerold en soms anders van kleur. De stijl en de tien meeldraden steken tot 10 cm ver uit de bloem en staan omhoog gekromd. De vruchten zijn afgeplatte, tot 12 cm lange en 2 cm brede peulen, die rijp bruinzwart worden en in twee delen openspringen.
De pauwenbloem is een algemene plant in tropische tuinen en wordt ook wereldwijd in botanische tuinen aangeplant. De soort is wereldwijd ingevoerd in de tropen en ook vaak verwilderd. De herkomst is onzeker, mogelijk komt de plant van de Antillen.